# Classe Hajen (1917)
Pour les articles homonymes, voir Classe Hajen.
La classe Hajen (« Requin » en suédois) était une classe de sous-marins de la marine royale suédoise. La classe se composait de trois navires, les HMS Hajen (1917), Sälen et Valrossen.

## Historique
Après le déclenchement de la Première Guerre mondiale en 1914, le Riksdag a accordé des fonds pour des sous-marins supplémentaires. Un type de sous-marin développé à partir de la classe Svärdfisken a été commandé en 1915 à Kockums Mekaniska Verkstads AB à Malmö. En raison de la guerre, la construction des trois sous-marins a été retardée parce qu’il était difficile d’acquérir du matériel. Le premier a été livré en 1920. Ils ont été mis hors service et ferraillés à Karlskrona en 1942-1943.

## Conception
La classe Hajen était un développement ultérieur du type italien Fiat-Laurenti et est devenue nettement plus grande que ses prédécesseurs. La taille a été augmentée à 422 tonnes et la coque a reçu des lignes minces pour atteindre une vitesse élevée en surface. Avec des réservoirs de propergol plus grands, ces sous-marins avaient un rayon d'action plus long. L’armement en tubes lance-torpilles a été doublé à quatre tubes d’étrave de 455 mm, et un canon de 75 mm a été ajouté sur le pont.

## Navires de la classe
| Nom                  | Chantier naval | Lancement       | Commission   | Destin                                            |
| -------------------- | -------------- | --------------- | ------------ | ------------------------------------------------- |
| HMS Hajen (1917)     | Kockums        | 8 novembre 1917 | 10 mai 1920  | retiré de la liste des navires le 19 mars 1943    |
| HMS Sälen (1918)     | Kockums        | 31 janvier 1918 | 19 juin 1920 | retiré de la liste des navires le 24 juillet 1942 |
| HMS Valrossen (1918) | Kockums        | 16 avril 1918   | 11 août 1920 | retiré de la liste des navires le 19 mars 1943    |